# Michael McCarthy (kolarz)
Michael McCarthy (ur. 26 czerwca 1968 w Brooklynie) – amerykański kolarz torowy i szosowy, dwukrotny medalista torowych mistrzostw świata.

## Kariera
Pierwszy sukces w karierze Michael McCarthy odniósł w 1986 roku, kiedy został mistrzem USA juniorów w szosowym wyścigu ze startu wspólnego. W 1988 roku wystąpił na igrzyskach olimpijskich w Seulu, gdzie wraz z kolegami z reprezentacji zajął dziewiąte miejsce w drużynowym wyścigu na dochodzenie. Dwa lata później, podczas mistrzostw świata w Maebashi wywalczył brązowy medal indywidualnie w kategorii amatorów, ulegając jedynie dwóm reprezentantom ZSRR Jewgienijowi Bierzinowi i Walerijowi Baturze. Swój największy sukces osiągnął jednak na mistrzostwach świata w Walencji w 1992 roku, kiedy w tej samej konkurencji zwyciężył wśród zawodowców. Startował ponadto na igrzyskach olimpijskich w Atlancie w 1996 roku wspólnie z kolegami zajmując tym razem szóste miejsce w drużynowym wyścigu na dochodzenie. McCarthy wygrywał także krajowe wyścigi szosowe, jedyny triumf poza granicami odniósł w 1998 roku, kiedy zwyciężył w klasyfikacji generalnej Bermuda GP.